# Культура лійчастого посуду

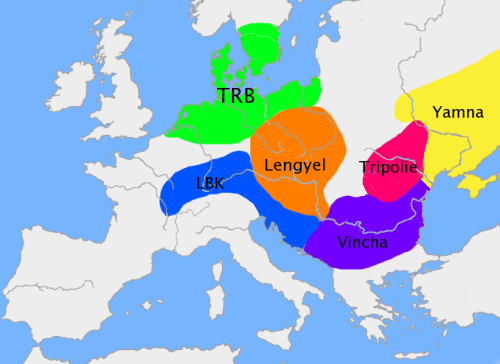
Поширення культури TRB / лійчастого посуду (зелений колір) в 3500 році до н. е..

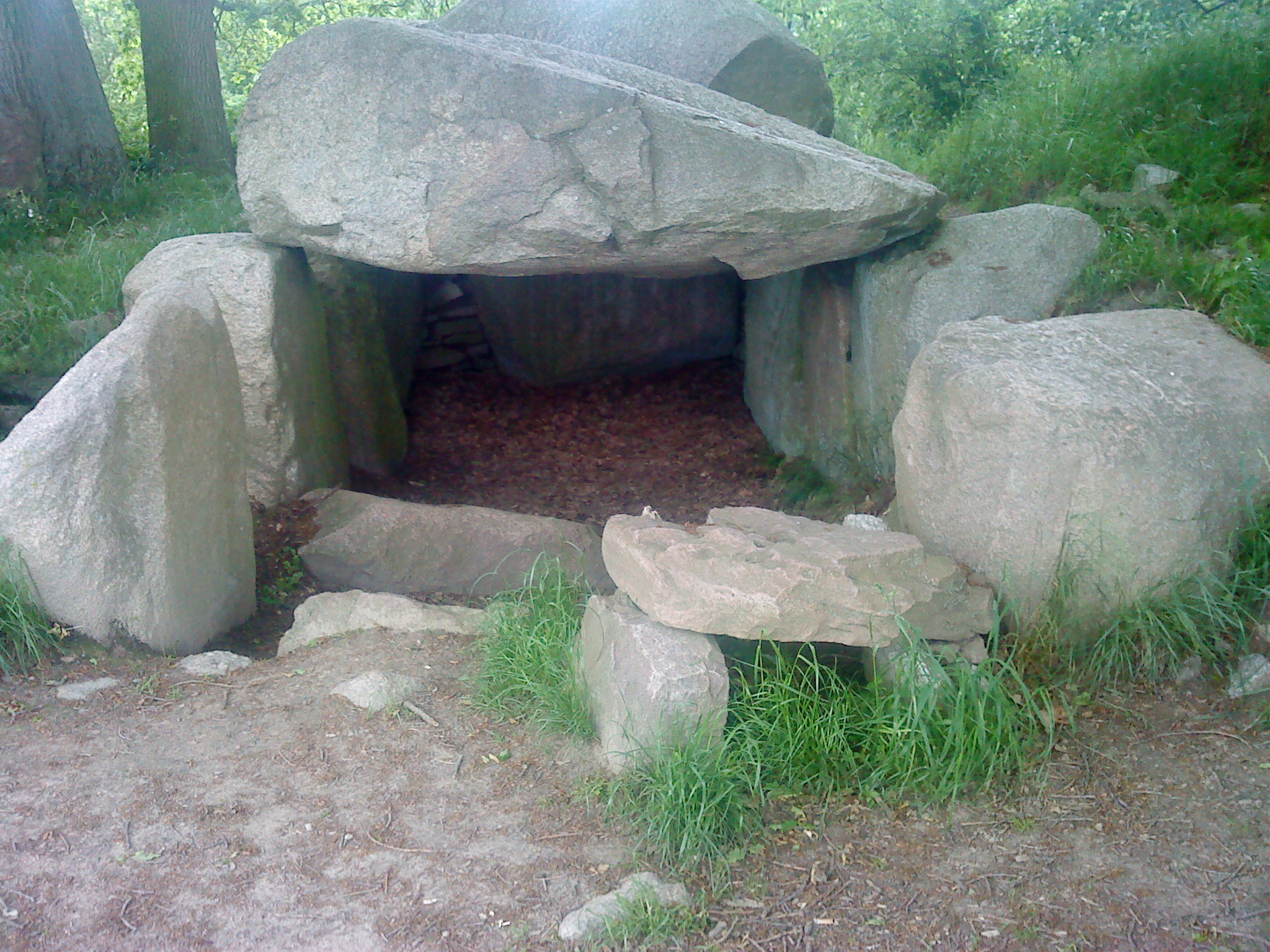
Дольмен, що ймовірно побудовано племенами культури лійчастого посуду. Мекленбург.

Культу́ра л́ійчастого по́суду, Культура лійчастих келихів, Культу́ра лійкоподі́бних ке́лихів  (нім. Trichter(-rand-)becherkultur, нід. Trechterbekercultuur; дан. Tragtbægerkultur (TRB або TBK), ~4300-2800 рр до н.е.) — археологічна культура пізнього неоліту й раннього енеоліту, що існувала на території Данії, Нідерландів, південної Скандинавії, Померанії, Польщі та Західної Волині, Галичини в Україні (у сточищі Західного Бугу).
Розвинулася як технологічне злиття місцевих неолітичних і мезолітичних культур між нижньою Ельбою та середньою Віслою.
Її попередниками були дунайська, лендельська, культура кільчастої кераміки і Баден-Болераз на південному сході, Рессенська культура на південному заході та Ертебелле культура на півночі. 
TRB поділяють на північну групу, що містить сучасну північну Німеччину та південну Скандинавію (TRB-N, приблизно територія, яка раніше належала культурі Ертебелле), західну групу — Нідерланди між Зейдерзе та нижньою Ельбою, що походить від Свіфтербантської культури, східну групу — сточище Вісли, приблизно від Одеру до Бугу, і південно-центральну групу (TRB-MES, Альтмарк) у сточищі середньої та верхньої Ельби та Заале. 
Особливо в південній і східній групах виникли локальні варіанти. 
Наприкінці IV тис. до н. е. культура кулястих амфор (GAC) замінила більшість східних, а згодом і південних груп TRB, зменшивши територію TRB до сучасної північної Німеччини та південної Скандинавії.
Пізня TRB у цих областях була замінена культурою поодиноких поховань (EGK) приблизно у 2800 р. до н. е. 
Північно-центрально-європейські мегаліти були побудовані переважно в епоху TRB.

## Назва
Культура лійчастого посуду названа через характерну кераміку, знайдену в дольменних похованнях.

## Історія

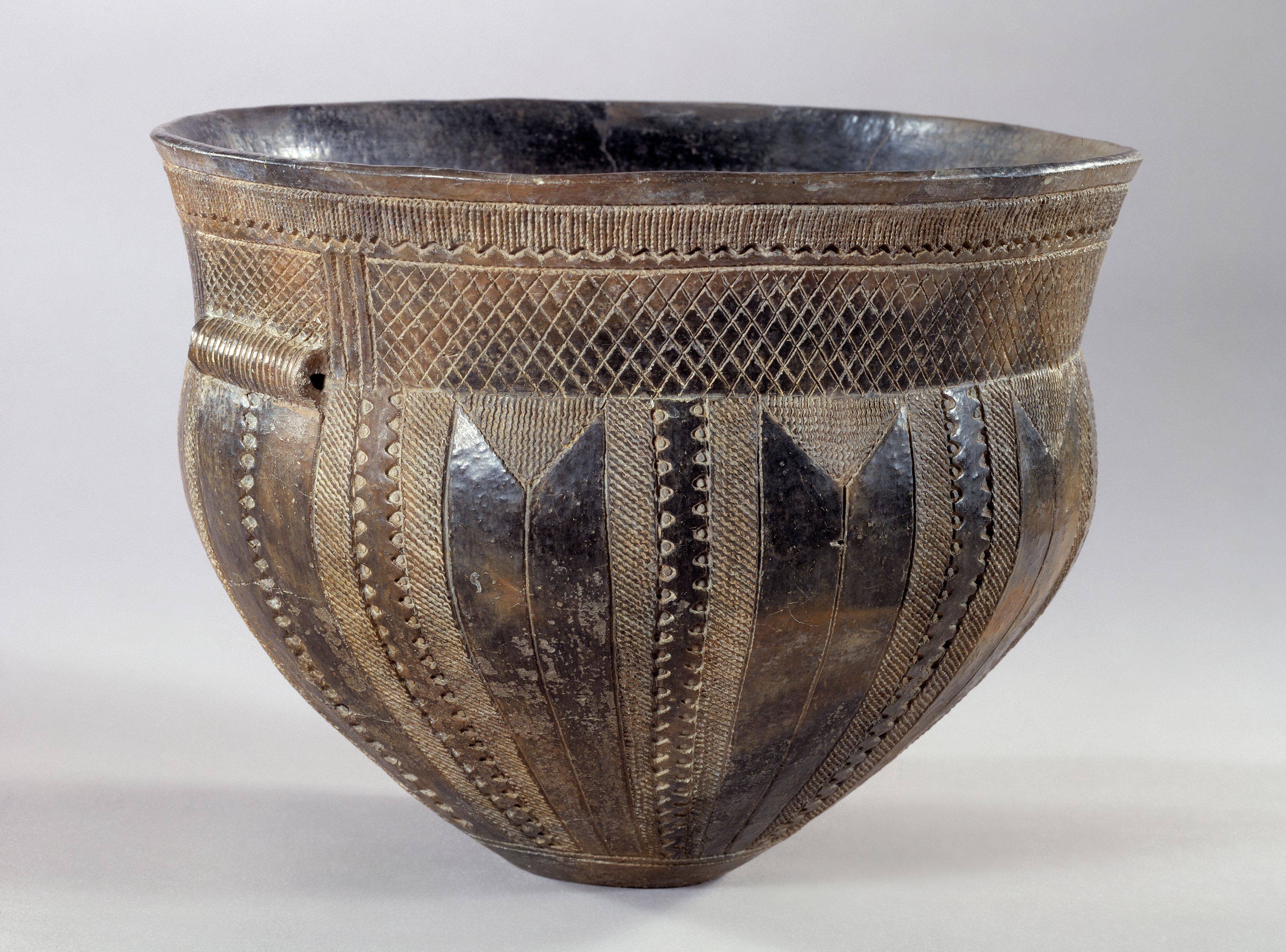
Посуд з Скарпсаллінгу, Данія, 3200 р. до н.е

Культура лійчастого посуду виникла на півночі сучасної Німеччини бл. 4100 р. до н. е. 

Археологічні дані переконливо свідчать про те, що вона виникла внаслідок міграції носіїв Міхельсберзької культури Центральної Європи. 

Міхельсберзька культура археологічно та генетично сильно відрізняється від попередніх керамічних культур Центральної Європи, вирізняючись розвитком технологій. 

Носії культури, ймовірно, походили від землеробів, які мігрували до Центральної Європи з Іберії та сучасної Франції, які, у свою чергу, походили від землеробів культури кардіальної кераміки , які мігрували на захід з Балкан уздовж узбережжя Середземного моря 
Зв’язок між носіями культури лійчастого посуду та землеробами Атлантичного узбережжя підтверджується генетичними дослідженнями. 

Після того як культура лійчастого посуду постала, вона швидко поширилася в південній Скандинавії та Польщі. 

У південній Скандинавії вона прийшла на зміну культурі Ертебелле, яка зберігала мезолітичний спосіб життя ще приблизно 1500 рр. після того, як землеробство поширилось в Центральній Європі. 

Британський неоліт розпочався через морську колонізацію групами, пов’язаними з Міхельсберзькою культурою, майже в той самий час, що й експансія носіїв культури лійчастого посуду до Скандинавії, що свідчить про те, що ці події можуть бути пов’язані. 

Попри те, що носії культури лійчастого посуду здебільшого походили від ранньоєвропейських землеробів (EEF), носії культури лійчастого посуду мали відносно велику кількість домішок мисливців-збирачів, особливо в Скандинавії, що свідчить про те, що популяції мисливців-збирачів були частково включені в неї під час її розширення в цей регіон. 

Носії культури лійчастого посуду часто мали від 30% до 50% предків мисливців-збирачів залежно від регіону.
Під час пізніших етапів неоліту культура лійчастого посуду знову поширилася зі Скандинавії на південь до Центральної Європи, створивши кілька регіональних різновидів. 

Ймовірно, це розширення супроводжувалося значною міграцією людей. 

Поширення на південь культури лійчастого посуду супроводжувалося значним збільшенням ліній мисливців-збирачів у Центральній Європі. 

Спільноти культури лійчастого посуду, які виникли в Центральній Європі, ймовірно, були досить генетично та етнічно змішаними, і археологічні дані свідчать про те, що вони були відносно стабільними. 

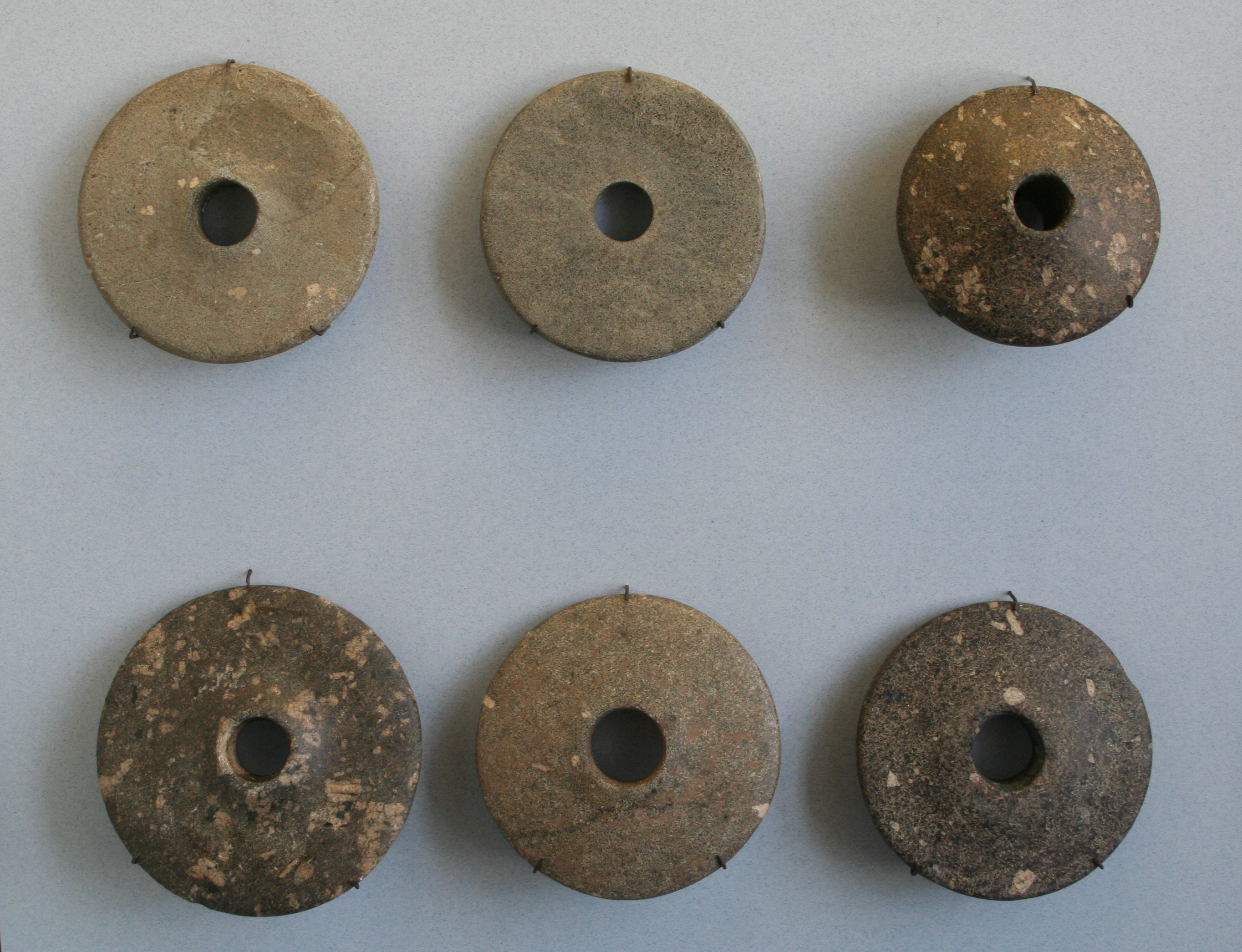
Дископодібні кам'яні булави.

З середини IV тис до н. е. культура лійчастого посуду була поступово замінена культурою кулястих амфор на своїх південно-східних околицях і почала занепадати в Скандинавії. 

На початку III тис до н. е. в Північній Європі з'явилася культура шнурової кераміки. 
Її носії були тісно пов’язані зі степом і вели своє походження від культур, розташованих далі на схід. 
Цей період вирізняється будівництвом численних оборонних частоколів на території розповсюдження культури лійчастого посуду, що може бути ознакою жорстокого конфлікту між носіями культур лійчастого посуду, шнурової кераміки і ямкової кераміки. 

До 2650 р. до н. е. культуру лійчастого посуду замінила культура шнурової кераміки. 
 
Генетичні дослідження свідчать про те, що жінки культури лійчастого посуду були включені в популяції культури шнурової кераміки через шлюб з прибулими чоловіками культури шнурової кераміки, і що представники культури шнурової кераміки продовжували використовувати мегаліти культури лійчастого посуду як могильники. 
 
Наступні культури пізнього неоліту, бронзової та залізної доби Центральної Європи демонструють сильну материнську генетичну спорідненість із культурою лійчастого посуду. 

## Поширення
Культура лійчастого посуду мала поширення від сточища Ельби в Німеччині та Богемії із західним розширенням у Нідерланди, до південної Скандинавії (Данія, до Уппланда у Швеції та Осло-фіорду в Норвегії) на півночі та до сточища Вісли в Польщі та межиріччя  Верхів’їв Дністра та Західного Бугу в Україні на сході.
Варіанти культури лійчастого посуду у сточищі Ельби містять культуру кераміки Тіфштіх у північній Німеччині, а також культури Баальберге (TRB-MES II і III; MES = Середня Ельба — Заале), Зальцмюнде, Вальтернієнбург і Бернбург (всі TRB-MES IV), центри якої були в Саксонії-Ангальті.

## Опис

### Визначення
Виділена на початку ХХ сторіччя; названа за типовою формою кераміки — кубку з лійкоподібною шийкою. пам'ятки її мали характерну форму посуду з лійчастою шийкою дістали умовну назву культури лійчастого посуду.

### Поховання
Важливими ознаками лійчасто-посудної культури є мегалітичні спорудження й курганні насипи.
Культура лійчастого посуду відома в основному по похованнях —
- у простих земляних могилах,
- у кам'яних ящиках — цистах,
- у довгих курганах із трикутною кам'яною обкладкою,
- у дольменах під круглими або прямокутними курганами,
- у коридороподібних гробницях.

Основний поховальний ритуал — випростані поховання на фунтових цвинтарях та під могилами.

### Місцеві варіанти
Культура лійчастого посуду утворює ряд локальних груп, кожна з яких до певного ступеня слідує власній лінії розвитку.
- У Данії пам'ятники типу дюссів будувалися наприкінці раннього неоліту («С»), деякі імпортні предмети з міді виявляють контакти з більш прогресивними культурами Центральної Європи. Торгівля розширюється на наступному етапі, ознаменованому появою коридорних гробниць та контактами з культурами одиночних поховань. Кінець данського неоліту наступає з розвитком місцевої металевої індустрії близько 1800–1600 рр. до н. е..
- У Нідерландах місцевим еквівалентом коридорної гробниці є гунебед. У Нідерландах до 2400 р. до н. е. затвердився локальний варіант культури одиночних поховань (кубки із потовщеним дном), що знаменує кінець культури лійчастого посуду у чистому виді, хоча гібрид культури продовжував існувати до 1900 р. до н. е. (Анло, Баркер).
- У Польщі культура лійчастого посуду характеризувалася періодом куявських могил.

#### Культура лійчастого посуду в Україні
На теренах України виявлено близько 50 поселень на заході Волинської та Львівської областей у басейні Західного Бугу та на лівих притоках Верхнього Дністра.
Досліджувалася українськими археологами протягом сторіччя: О. Цинкаловський, М. Смішко, Ю. Захарук, М. Пелещишин, А. Гавінський. 

### Періодизація
Періодизація лійчасто-посудної культури розроблена на данському матеріалі. Виділено періоди:
- раннього неоліту (дольмени);
- середнього неоліту (могили з коридором);
- пізнього неоліту (цисти).

### Гончарство
Основні види кераміки:
- келих з лійкоподібною шийкою,
- кубок з вушками на плічках,
- сулія з комірцем.

Характерний інвентар:
- крем'яні оббиті й поліровані сокири-тесла,
- кинджали й кам'яні поліровані бойові сокири.

Племена цієї культури різко відрізнялися від сусідніх пізньотрипільських племен. Вони належали до одного з найбільших енеолітичних племінних об'єднань Центральної Європи.

### Поселення
На території сучасної України населення цієї культури зазвичай обирало для своїх поселень місця, зручні для захисту від можливих нападів чужинців. Для більшої безпеки свої периферійні поселення вздовж Західного Бугу вони обносили ровами та валами.
Представники цієї культури могли бути носіями гаплогрупи I. Близько 35 % жителів карпато-галицького регіону є носіями згаданої гаплогрупи та різних її розгалужень.
Краще досліджені поселення Зимно, Малі Грибовичі, Лежниця, Винники (поселення на горі Лисівка), Тадані. 
Переважає високе розташування поселень на мисах та вершинах Розточчя. 

### Будівлі
Забудова складалася із наземних жител, що мали заглиблену частину. Ймовірно, для зберігання зерна заглиблені частини жител мали іноді випалене дно.
Плетені стіни обмащували глиною.
Житла обігрівалися округлими глинобитними печами на дерев'яному каркасі.

### Господарство
Основними галузями господарства племен культури лійчастого посуду були землеробство та скотарство. Як і у трипільських племен, землеробство у них велося з використанням рала та тяглової сили. Незаперечним доказом використання худоби у господарстві є знахідки на поселеннях цих племен багатьох кісток волів, а також скульптурного зображення спарених в ярмі волів.
Для зберігання збіжжя на поселеннях викопувалися спеціальні зернові ями, стіни яких випалювалися.
Мисливство та рибальство мало допоміжне значення.
Асортимент виробничого та побутового інвентаря племен культури лійчастого посуду майже тотожний з пізньотрипільським, що пояснюється однотипністю господарської діяльності.

### Пам’ятки
- Бискупичі
- Винники
- Вільхове
- Зимненське городище
- Литовеж
- Львів
- Малі Грибовичі
- Ромош

### Вироби

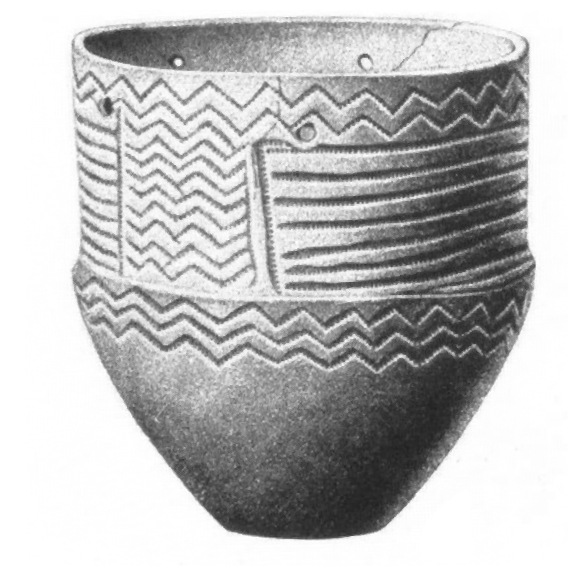
Глек знайдений у прохідній могилі у Сконе, Швеція.
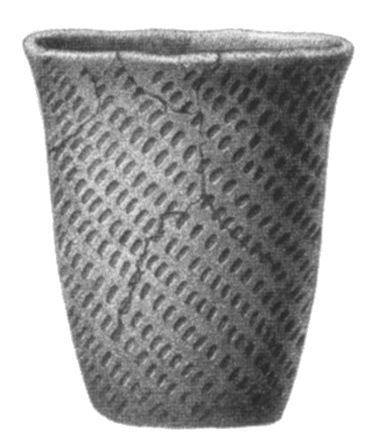
Глек з дольмену у Вестергьотланд, Швеція.
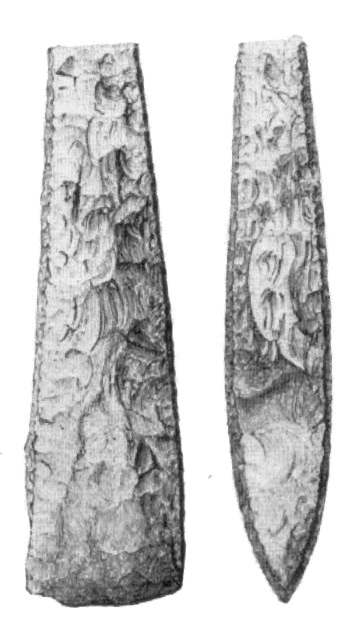
Товстоспинна сокира з Нерке. Крем'яна сокира, характерна для культури лійчастого посуду та ямкової кераміки
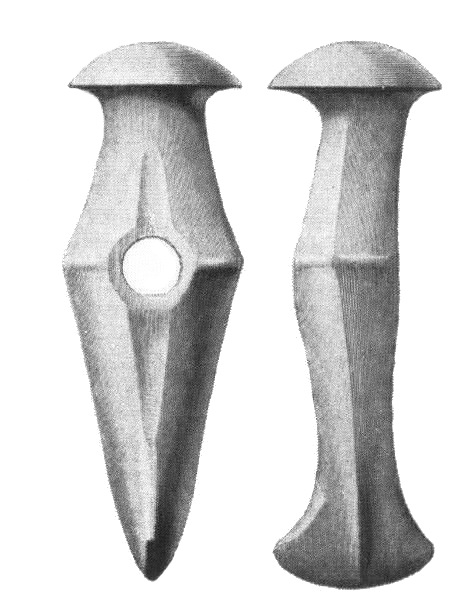
Багатокутна бойова сокира з Даларна
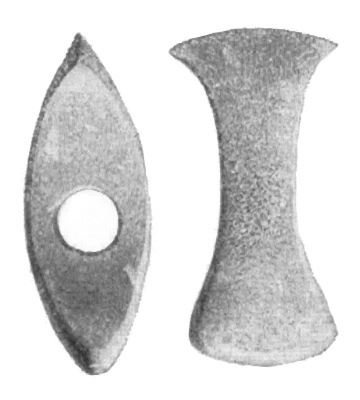
Двостороння бойова сокира з Сконе

#### Гончарство
Кераміка у трипільців і представників культури лійчастого посуду відрізнялися у багатьох відношеннях. На відміну від яскравої трипільської кераміки, глиняний посуд племен культури лійчастого посуду вражає своєю строгістю, витриманістю форм і орнаментального стилю. 
Гончарні культури лійчастого посуду створили серію оригінальних, характерних лише для цієї культури форм посуду, переважно келихи з дуже своєрідними крилоподібними ручками, посудини з вузькими шийками та рельєфними дископодібними виступами, на них — ковнірами. Орнамент заглиблений, нерідко заповнений білою пастою на чорній лощеній поверхні посудин виглядав чітко, контрастно.
Ліплений посуд, з домішками піску та шамоту у замісі, з підлошеною поверхнею. Характерною особливістю посудин було лійчасте оформлення вінець. Розтрубні вінця та плічка декоровані заглибленим візерунком: насічки, лунки, відбитки зубчастого штампу та мотузки. Переважають ялинкові композиції, валики на шийці, наліпи у вигляді літер «М» та «Л». 

#### Мідні вироби
Були обмежені пласкими клинцевими сокирами та прикрасами. 

#### Крем’яні та кам’яні вироби
Основні знаряддя праці виготовлені з кремінню і каменю: вкладні серпів на довгих платівках, вістря, проколки, свердла, клинцеві сокири, долота, вістря стріл. 
Відомі також мотики з кістки та рогу.

## Генетика
Malmström et al., 2009 дослідили 3 скелети з Гекема, Швеція, які належали до материнських гаплогруп H, J і T. 

Skoglund et al., 2012 досліджували ще один скелет із Гекема, Швеція. 
Виявилося, що він є носієм материнської гаплогрупи H. 

Він був здебільшого генетично подібний до сучасних південних європейців, тоді як люди культури ямкового посуду та інші досліджені мисливці-збирачі виявилися найбільш генетично подібними до сучасних північних європейців. 

Brandt et al., 2013 виявили, що культура лійчастого посуду у Скандинавії мала більшу кількість материнських ліній мисливців-збирачів, ніж інші культури Європи середнього неоліту. 
Вони також виявили, що поява бернбурзької культури, пізнього варіанту культури лійчастого посуду у Центральній Європі, супроводжувалась генетичним зсувом у бік населення Північної Європи, що було виявлено значною кількістю ліній мисливців-збирачів. 

Brandt et al., 2013 знову дослідив 3 скелети з Гекхема, Швеція бл. 5050-4750 рр. до н.е. 3 зразки належали до материнських гаплогруп H1c, K1e та H24. 

Дослідження виявило генетичні домішки мисливців-збирачів серед носіїв культури лійчастого посуду, але не виявило генетичних домішок носіїв культури лійчастого посуду серед носіїв культури ямкової кераміки.
Malmström et al., 2015 дослідив 9 скелетів із Ресмо, Швеція та Гекхема, Швеція бл. 3300-2600 рр. до н.е. 
8 виділених зразків мтДНК належали до різних підтипів материнської гаплогрупи J, H/R, N, K і T. 
 
Досліджені носії культури лійчастого посуду  були тісно пов’язані з центральноєвропейськими землеробами та відрізнялися від людей сучасної культури ямкової кераміки. 

Вражаюче розмаїття материнських ліній свідчить про те, що спорідненість по материнській лінії мало значення в суспільстві культури лійчастого посуду. 

Дослідження свідчить про те, що неолітизація Скандинавії супроводжувалася значною міграцією людей. 

Haak et al., 2015 проаналізовано 3 скелети групи Баальберге культури лійчастого посуду. 
Два зразки належали до Y-гаплогрупи I та R1b1a , тоді як 3 зразки мтДНК належали до гаплогруп H1e1a, HV та T2e1. 
Чоловік із Зальцмюндської/Бернбурзької груп культури лійчастого посуду, похований в Есперштедті, бл. 3360-3086 рр. до н.е. мав Y-гаплогрупу I2a1b1a1 і материнську гаплогрупу T2b . 

Lipson et al., 2017 дослідили 3 скелети, віднесені до групи Зальцмюнде культури лійчастої кераміки. 
2 зразки належали до Y-гаплогрупи G2a2a1 та IJK, тоді як екстрагованої мтДНК належали до гаплогрупи H2 (2 зразки) та U3a1. 

Mittnik et al., 2018 дослідили ранній жіночий скелет культури лійчастого посуду з Кверлеву, Швеція, прибл. 3945–3647 рр. до н.е. 
Вона мала материнську гаплогрупу T2b. 

Вона була тісно пов’язана з людьми культури лінійно-стрічкової кераміки, але з підвищеним рівнем домішки мисливців-збирачів, що можна порівняти з іншими землеробами Європи середнього неоліту та енеоліту. 
Було виявлено генетичну спадкоємність із пізнішими зразками культури лійчастого посуду. 
Ймовірно, що її домішка мисливців-збирачів була отримана від західноєвропейських мисливців-збирачів (WHG) або Балтійських мисливців-збирачів, а не від Скандинавських мисливців-збирачів (SHG). 

Незначні генетичні домішки носіїв культури лійчастого посуду були виявлені серед носіїв культури ямкового посуду (PWC). 

Sánchez-Quinto et al., 2019 дослідили 9 скелетів із мегаліту в Ансарве на острові Готланд, Швеція бл. 3500-2580 рр. до н.е. 
4 зразки Y-гаплогрупи I2a1b1a1 (3 зразки) та I2a1b, тоді як 9 зразків мтДНК належали до материнських гаплогруп K1a, K1a2b, T2b8, J1c5, HV0a, J1c8a та K2b1a (2 зразки). 
 
Було виявлено, що вони в основному походять від ранніх європейських землеробів (EEF), але мають значну генетичну домішку мисливців-збирачів, яка, ймовірно, походить переважно від чоловіків. 
Їхня гаплогрупа I по батьківській лінії походить від мисливців-збирачів, і люди, досліджені з сучасних мегалітів в інших частинах Західної Європи, також належали до цієї гаплогрупи. 
Однорідність батьківського генотипу свідчила про приналежність цих народів до патрилінійного та соціально стратифікованого суспільства. 
Було виявлено, що вони були більш споріднені народам неолітичної Британії, ніж народи неолітичної Центральної Європи, що свідчить про те, що вони мали більшу частину свого генофонду від людей, які мігрували вздовж європейського узбережжя Атлантичного океану. 

Malmström et al., 2019 дослідили 2 скелети з Росберга, Естергетланд , Швеція бл. 3330-2920 рр. до н.е. 1 зразок Y-гаплогрупи IJ-M429* , тоді як 2 зразки виділеної мтДНК належали до гаплогрупи J1c5 та U3a'c. 

Було встановлено, що вони були генетично пов’язані з центральноєвропейськими землеробами середнього неоліту та чітко відрізнялися від людей сучасної їм культури ямкового посуду та наступної культури бойових сокир. 

Було встановлено, що люди, поховані в мегалітах культури лійчастого посуду за часів культури бойових сокир, були найбільш близькими до людей культури бойових сокир. 

Проте сліди домішки носіїв культури лійчастого посуду були виявлені серед носіїв культури бойових сокир. 
Докази свідчать про те, що культура бойових сокир потрапила до Скандинавії через міграцію зі Східної Європи, після чого чоловіки культури бойових сокир брали шлюб з жінками культури лійчастого посуду. 

Malmström et al., 2020 виявили, що популяція культури лійчастого посуду походить здебільшого від популяції ранньоєвропейських землеробів (EEF). 
За оцінками, серед популяції культури лійчастого посуду у Скандинавії частка генофонду мисливців-збирачів становила приблизно 50%, тоді як у Центральній Європі вона була приблизно 40%, решта – EEF. 
Зразки з останніх етапів культури лійчастого посуду містили більшу кількість предків мисливців-збирачів. 
Було виявлено, що мисливці-збирачі культури ямкового посуду, які витіснили носіїв культури лійчастого посуду уздовж узбережжя південної Скандинавії, мали незначну кількість домішки у генофонді носіїв культури лійчастого посуду. 

Дослідження 2024 року показало, що популяція культури лійчастого посуду мала неолітичне анатолійське походження і замінила попередню популяцію мисливців-збирачів без особливого генопотоку. 
Неолітична популяція лійчастого посуду зберігалася близько 1000 років, поки люди зі степу не почали прибувати зі Східної Європи. 